# Stefano Parisi
Stefano Parisi (Roma, 12 novembre 1956) è un manager ed ex politico italiano.

## Biografia
Stefano Parisi nasce il 12 novembre del 1956 a Roma. Da ragazzo si dichiara socialista e durante gli anni settanta è vicesegretario del Nucleo universitario socialista della sua città. Dopo essersi laureato in Economia e Commercio all'Università La Sapienza di Roma ottiene un impiego presso l'ufficio studi della Cgil.

### Impieghi governativi
Nel 1984 diventa capo della Segreteria tecnica del Ministero del Lavoro, per poi, quattro anni più tardi, passare a quella della vicepresidenza del Consiglio dei Ministri (con vicepresidente Gianni De Michelis) durante il Governo De Mita. Nel 1989, svolge lo stesso ruolo presso il Ministero degli Affari Esteri rimanendovi fino al 1991.
Nel 1992 diventa il capo del Dipartimento per gli Affari Economici della Presidenza del Consiglio dei Ministri, mentre nel 1994 viene scelto come Segretario Generale del Ministero delle Poste e Telecomunicazioni appena istituito proprio nel momento che vide l'apertura del mercato della telefonia mobile attraverso la liberalizzazione e, sempre nel 1994, entra a far parte del collegio sindacale della Rai; due anni dopo diventa Capo del Dipartimento per l'Informazione e l'Editoria della Presidenza del Consiglio.
Nel 1997 abbandona sia il collegio sindacale della Rai che il Dipartimento per gli Affari Economici della Presidenza del Consiglio dei Ministri per il posto di direttore generale del Comune di Milano durante l'amministrazione di Gabriele Albertini.

### Carriera imprenditoriale
Nel 2000 assume la carica di direttore generale di Confindustria nel corso della presidenza di Antonio D'Amato. Nel 2004 passa da Viale dell'Astronomia, quando, nominato direttore generale e amministratore delegato di Fastweb, si occupa in prima persona di gestire il processo di espansione della società.
Nel 2007 Fastweb viene ceduta a Swisscom e Stefano Parisi mantiene il proprio ruolo anche con la nuova configurazione societaria. Nel 2009 diventa presidente di Assotelecomunicazioni-Asstel e, dopo un anno, lascia Swisscom a causa dell'indagine per presunta frode fiscale internazionale che coinvolge Silvio Scaglia, ai tempi presidente di Fastweb (nel 2013 la sua posizione relativa all'indagine su Fastweb verrà archiviata).
Dopo avere ceduto la presidenza di Assotelecomunicazioni-Asstel, Parisi viene nominato senior advisor per la parte italiana di RBS (Royal Bank of Scotland). Nel 2012 è tra i soci fondatori di Chili, una società che si occupa della diffusione di film in streaming, e ne assume il ruolo di presidente fino al 2016, quando decide di lasciare ogni incarico nell'azienda per dedicarsi alla politica.

### Candidatura a sindaco di Milano
Nel 2016 Stefano Parisi si candida come sindaco a Milano per il centrodestra, sostenuto da Forza Italia, Lega Nord, Fratelli d'Italia e Nuovo Centrodestra. Si presenta come moderato e con l'intenzione di federare il centro-destra.
Supera il primo turno delle elezioni comunali e al ballottaggio si scontra con Giuseppe Sala, tuttavia è quest'ultimo a diventare sindaco di Milano con il 51,70% dei voti.
Dal 21 giugno 2016 fino al dicembre 2020 fa parte del consiglio comunale del comune di Milano.

### Energie per l'Italia
Il 18 novembre del 2016 fonda il partito Energie per l'Italia (forza politica di centro-destra di natura liberista e federalista). Nel corso della XVII legislatura hanno aderito al partito alcuni parlamentari, formando una componente del gruppo misto alla Camera denominata "Civici e Innovatori - Energie PER l'Italia".
Nel 2018 EpI non si presenta alle elezioni politiche e Parisi viene candidato per il centro-destra alla presidenza della regione Lazio. La coalizione ottiene 964.757 voti pari al 31,18% del totale piazzandosi al secondo posto dopo la coalizione del centro-sinistra capitanata dal presidente uscente Nicola Zingaretti del Partito Democratico.
Parisi, eletto in qualità di candidato presidente, ha fatto parte del  Consiglio Regionale del Lazio per il gruppo "Lazio 2018" carica dalla quale si è dimesso nel dicembre del 2020.
Il 20 dicembre 2019 Parisi viene invitato ad aderire  a “Voce Libera”, associazione interna a Forza Italia nata su iniziativa di Mara Carfagna “per ricostruire una casa finalmente non subalterna al pensiero dominante e al populismo di destra e sinistra“.
Il 17 dicembre 2020 con un post Parisi dichiara il suo addio alla politica per tornare a fare l'imprenditore ricordando il tentativo, non riuscito, di dare al centrodestra un impulso liberale-popolare.

## Vita privata
È sposato con Anita Friedman e ha due figlie.